# Matty Beniers
Matthew „Matty“ Beniers (* 5. November 2002 in Hingham, Massachusetts) ist ein US-amerikanischer Eishockeyspieler, der seit April 2022 bei den Seattle Kraken in der National Hockey League unter Vertrag steht. Der Center wurde im NHL Entry Draft 2021 an zweiter Position von den Kraken ausgewählt und gewann in deren Trikot die Calder Memorial Trophy als bester Rookie der Saison 2022/23. Bei der Weltmeisterschaft 2025 gewann Beniers mit der Nationalmannschaft der Vereinigten Staaten die Goldmedaille.

## Karriere
Matty Beniers wurde in Hingham geboren und besuchte in seiner Jugend die Milton Academy in Milton, für deren Eishockeyteam er in einer lokalen High-School-Liga auflief. Zur Saison 2018/19 wurde er ins USA Hockey National Team Development Program (NTDP) aufgenommen, die zentrale Talentschmiede des US-amerikanischen Verbandes USA Hockey. Mit den U17- und U18-Auswahlen des NTDP, die auch als Nachwuchsnationalmannschaften fungieren, nahm der Center in den folgenden zwei Jahren am Spielbetrieb der United States Hockey League (USHL) teil, der ranghöchsten Juniorenliga des Landes.
Zur Saison 2020/21 schrieb sich Beniers an der University of Michigan ein, sodass er fortan mit den „Wolverines“ in der Big Ten Conference auflief, einer Liga im Spielbetrieb der National Collegiate Athletic Association (NCAA). Als Freshman verzeichnete er mit 24 Punkten aus 24 Spielen bereits einen Punkteschnitt von 1,0 pro Spiel, sodass er im All-Rookie Team der Big Ten berücksichtigt wurde. Anschließend wählten ihn die Seattle Kraken im NHL Entry Draft 2021 an zweiter Position aus, wobei er zum ersten Draft-Pick in der Franchise-Geschichte wurde. Vorerst kehrte der US-Amerikaner jedoch für eine weitere Saison nach Michigan zurück, wobei er mit den Wolverines die Meisterschaft der Big Ten Conference gewann. Mit 41 Punkten wurde er zudem bester Scorer der Liga, sodass er ins First All-Star Team der Big Ten gewählt wurde. Außerdem gehörte er zu den zehn Finalisten für den Hobey Baker Memorial Award, der den besten College-Spieler des Landes ehrt, den in der Folge jedoch der Torhüter Dryden McKay gewann.
In weiterer Folge unterzeichnete Beniers im April 2021 einen Einstiegsvertrag bei den Seattle Kraken, für die er wenig später gegen Ende der Saison 2021/22 sein Debüt in der National Hockey League (NHL) gab. Dort etablierte sich der Angreifer prompt, sodass er in der Spielzeit 2022/23 auf 80 Einsätze kam und dabei 57 Scorerpunkte verzeichnete. Die Rookies der Liga führte er damit sowie auch mit 24 Toren an, sodass er mit der Calder Memorial Trophy als bester Neuling der Liga ausgezeichnet sowie ins NHL All-Rookie Team gewählt wurde. Zwischenzeitlich war er darüber hinaus zum NHL All-Star Game 2023 eingeladen worden, wobei er die Teilnahme daran jedoch verletzungsbedingt absagen musste.
Im August 2024 unterzeichnete Beniers einen neuen Siebenjahresvertrag in Seattle, der ihm ein durchschnittliches Jahresgehalt von 7,14 Millionen US-Dollar einbringen soll.

### International
Erste internationale Erfahrungen sammelte Beniers bei der World U-17 Hockey Challenge 2018, bevor er in der Altersstufe U18 die Bronzemedaille bei der U18-Weltmeisterschaft 2019 gewann. Mit der U20-Nationalmannschaft folgte anschließend die Goldmedaille bei der U20-Weltmeisterschaft 2021, ehe der Angreifer im gleichen Spieljahr auch sein Debüt für die A-Nationalmannschaft seines Heimatlandes gab und dabei die Bronzemedaille bei der Weltmeisterschaft 2021 errang. Nachdem die U20-Weltmeisterschaft 2022 bereits kurz nach Beginn abgebrochen wurde, vertrat Beniers die Vereinigten Staaten bei den Olympischen Winterspielen 2022, die die Auswahl auf dem fünften Platz beendete. Bei den Welttitelkämpfen 2025 gewann er mit dem US-Team die erste Goldmedaille seit 65 Jahren.

## Erfolge und Auszeichnungen
| - 2021 Big Ten All-Rookie Team - 2022 Meisterschaft der Big Ten mit der University of Michigan - 2022 Big Ten First All-Star Team - 2022 Finalist für den Hobey Baker Memorial Award | - 2023 Teilnahme am NHL All-Star Game (verletzungsbedingte Absage) - 2023 Calder Memorial Trophy - 2023 NHL All-Rookie Team |

### International
- 2019 Bronzemedaille bei der U18-Weltmeisterschaft
- 2021 Goldmedaille bei der U20-Weltmeisterschaft
- 2021 Bronzemedaille bei der Weltmeisterschaft
- 2025 Goldmedaille bei der Weltmeisterschaft

## Karrierestatistik
Stand: Ende der Saison 2024/25

### International
Vertrat die USA bei:
| - World U-17 Hockey Challenge 2018 - U18-Weltmeisterschaft 2019 - U20-Weltmeisterschaft 2021 - Weltmeisterschaft 2021 | - U20-Weltmeisterschaft 2022 - Olympischen Winterspielen 2022 - Weltmeisterschaft 2025 |

(Legende zur Spielerstatistik: Sp oder GP = absolvierte Spiele; T oder G = erzielte Tore; V oder A = erzielte Assists; Pkt oder Pts = erzielte Scorerpunkte; SM oder PIM = erhaltene Strafminuten; +/− = Plus/Minus-Bilanz; PP = erzielte Überzahltore; SH = erzielte Unterzahltore; GW = erzielte Siegtore; 1 Play-downs/Relegation; Kursiv: Statistik nicht vollständig)